# Port de Carteret
Le port de Carteret (ou port des Isles) est une gare maritime, un pôle nautique, un port de pêche et de plaisance implanté sur la commune de Barneville-Carteret dans le département de la Manche.
Il est aménagé dans l'estuaire de la Gerfleur, sur la rive droite de son embouchure, à l'abri du cap de Carteret. Un bassin à flot destiné essentiellement à la navigation de plaisance est aménagé depuis 1995, il est agrandi en 2021.
Plusieurs projets d'aménagements sont en cours mais certains d'entre eux, comme la construction d'un port à sec ou les projets immobiliers au fond du havre, sont ralentis par des affaires judiciaires ou administratives.

## Description
Situé sur une côte mégatidale, le marnage est de 9,5 mètres pour un coefficient de marée de 95 (vives-eaux moyennes), ce port d'échouage ne commence à se remplir  qu'à mi-marée et le courant au niveau du goulet où est située la porte à bascule du bassin à flot est fort au flot et au jusant.
Un premier bassin à flot de 4,7 hectares est ouvert en 1995, situé au nord du havre il propose 311 anneaux louables et 60 places pour les visiteurs. un port d'échouage à l'ouest du bassin permet 95 places.
Une extension du bassin à flot, 13 hectares, est inaugurée le 5 juillet 2021. En mai 2019 l'enquête d'utilité publique permet la Déclaration d'utilité publique préfectorale en été suivi du démarrage des travaux en automne. Ils consistent à la mise en eau du port d'échouage et d'une partie du chenal avec l'extraction d'environ 80 000 m3; la porte à bascule avec un seuil à cinq mètres est placée dans la zone rétrécie du chenal entre l'avancée de la flèche dunaire de Barneville et la promenade Abbé Lebouteiller. Le nouveau port permet six cents anneaux plus soixante places pour les visiteurs sur les pontons à flot et quatorze places sur bouée. le Tirant d'eau maximum est de 2,3 m et la longueur maximum de 25 mètres avec un ponton spécifique pour les yachts de grande longueur.
Ce plan d'eau permanent de treize hectares est réglementé. La navigation y est interdite sauf pour l'accès aux pontons ou les usages de l'école de voile et du club d'aviron.

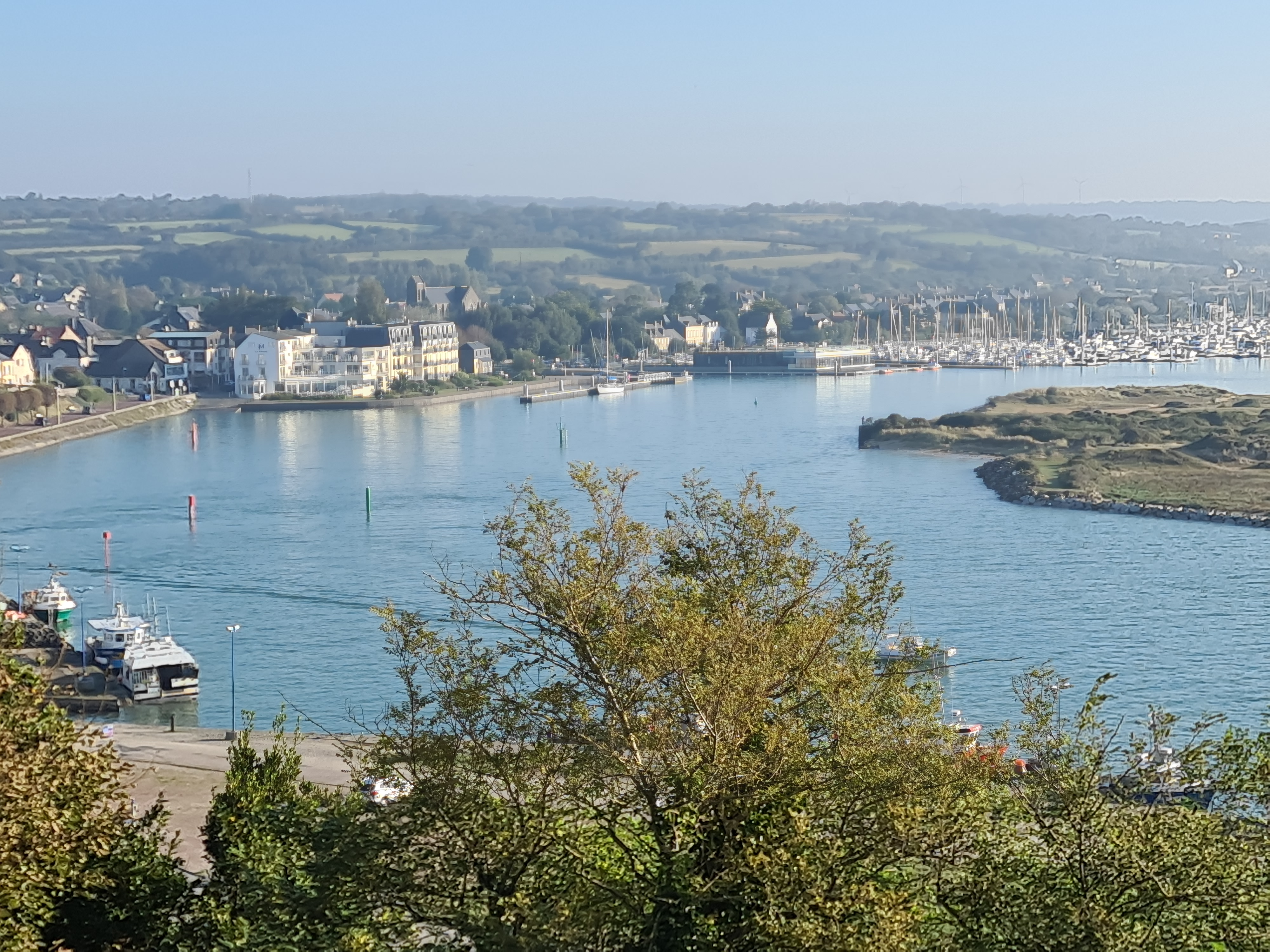
Port à flot à marée haute
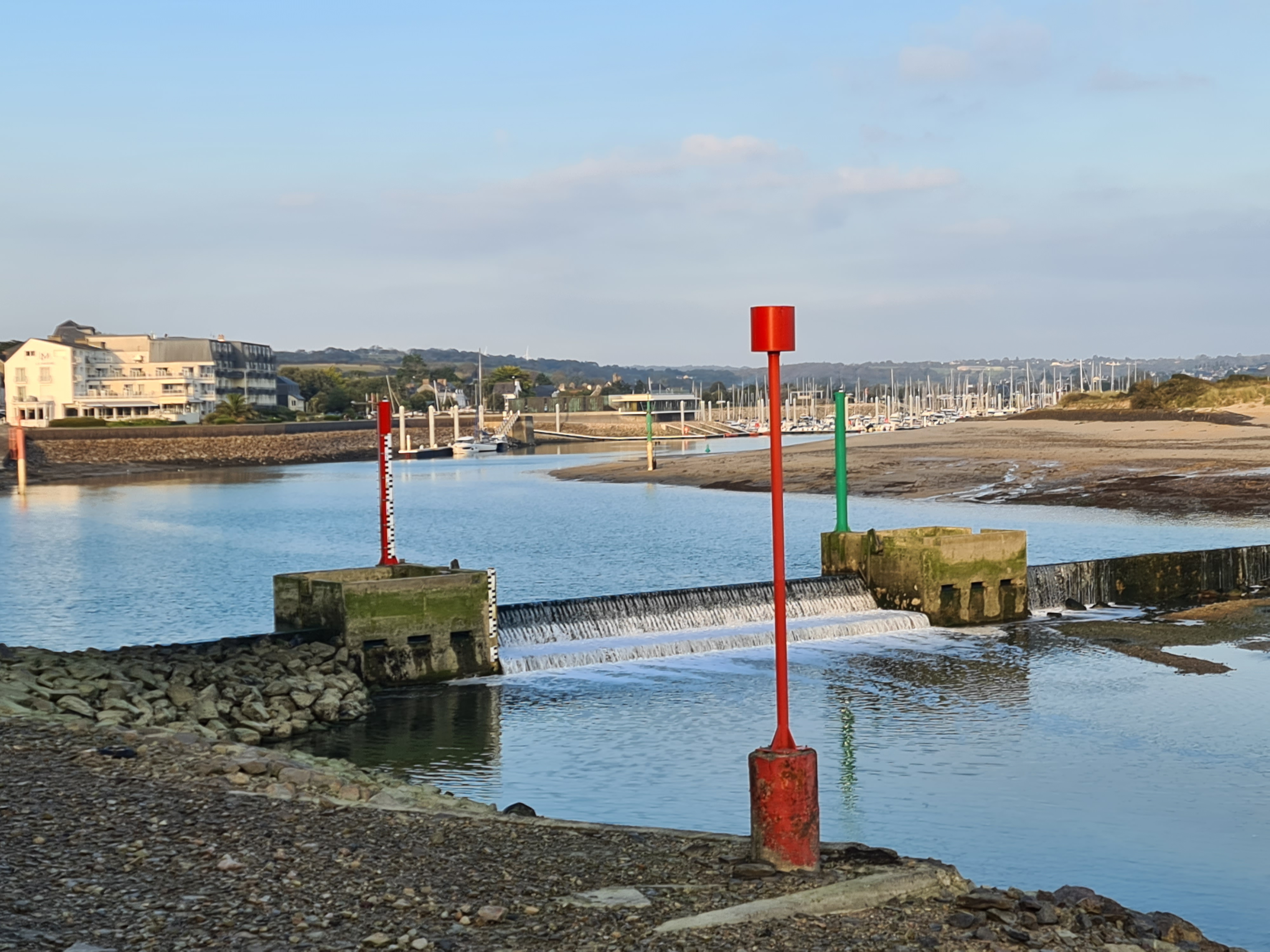
Porte du port à flot seuil à 5 mètres et ses balises

## Historique
Une activité de marais salant est signalée, du Haut Moyen Âge au XVIIIe siècle, par Jean de Longaunay.
Les traces d'une activité maritime remontent au XVIIIe siècle, lorsque les goélettes viennent s'échouer dans l'estuaire. Dans la deuxième moitié du XVIIIe des batteries côtières sont installées pour interdire l'accès du port pendant la guerre de Succession d'Autriche. L'activité est probablement plus ancienne, le havre est bordé de villages de pêcheurs et de construction et réparation navale comme le hameau du Tôt; le père de Nicolas Dutot était charpentier de marine dans le petit hameau qui porte leur nom. De 1710 à 1788, 71 navires de commerce et de pêche sont mis à l'eau  et en 1731, des aménagements sont réalisés pour remédier à l'ensablement du havre et au déplacement du chenal. Ces travaux avec quais, digues et jetées tout autour du havre se poursuivent dans la deuxième moitié du XVIIIe siècle et fixent le chenal de sortie du port le long de la jetée dans un axe nord-sud.
En 1865, une station de sauvetage est créée. L'abri du canot, encore visible aujourd'hui à l'extrémité ouest de la rue de Paris, permet une mise à l'eau par la cale située en face ou au-delà si la marée est basse. La grande jetée insubmersible et la digue sud sont achevées en 1880 et permettent la création d'une liaison commerciale avec Jersey assurée par le Claire à partir de 1881 suivi du Gerfleur, le Cygne à partir de 1894 jusqu'en 1912 (vapeur à roues à aubes). En 1913 est mis en service un nouveau vapeur à roue à aubes, le Jersey.
En 1945, le « petit port », servant d'abri aux pêcheurs par grande marée, est agrandi avec l'aide du 280e bataillon de combat du génie américain stationné à Carteret .

## Transport maritime et Sécurité en mer

### Liaisons vers Jersey et Guernesey
Malgré la fermeture de la gare maritime en 2011 et du poste de douane en 2012[réf. nécessaire], la compagnie Manche Îles Express  assurent toujours, entre avril et septembre, des liaisons avec son bateau le Victor Hugo, qui peut accueillir 243 personnes, jusqu'au port de Saint-Hélier à Jersey (1 h) d'où partent ensuite les correspondances pour les autres îles Anglo-Normandes. Des liaisons directes existent aussi jusqu'à Saint-Pierre-Port à Guernesey (1 h 20).
Une autre compagnie, plus petite, moins touristique, appelée « Vedettes du Cotentin », propose des traversées rapides (27 nœuds de vitesse moyenne) pour un nombre de personnes plus restreint (12 passagers maximum) et une clientèle généralement professionnelle.
Depuis peu, une troisième compagnie, Gorey Shipping est apparue à Jersey, pour faire le trajet inverse, en direction de Carteret. Elle dispose d'un bateau rapide pouvant accueillir un maximum de 12 passagers.

### Station SNSM
Après quelques décennies de cohabitation avec les pompiers, les bénévoles de la station de Société nationale de sauvetage en mer (SNSM) ont dû se résoudre en 2012 à évacuer leur matériel situé sur la plage de Barneville et sur la Plage de La Potinière pour cause de restructuration du centre de secours. Le bateau semi-rigide et le véhicule 4x4 occupent actuellement, de façon provisoire, un bâtiment en tôles édifié à la hâte sur le terrain du club d'aviron. Une situation transitoire, la municipalité ayant en projet la construction d'un bâtiment définitif dans le secteur de la gare maritime.
La station sera à la disposition de toutes les communes littorales limitrophes.

## Port de pêche
Une vingtaine de bateaux (chalutiers et caseyeurs) y sont attachés, qui pêchent essentiellement des soles et des raies au chalut, des homards, araignées et tourteaux aux casiers, et des pétoncles ou coquilles Saint-Jacques à la drague.

### Le centre de débarque
Situé dans l'ancien poste de douane et en fonction depuis le premier trimestre 2013, il a été créé à la suite de la réglementation européenne imposant d'organiser un système de pesée des produits de la pêche commerciale.
Il comprend une salle de pesée (où chaque bateau doit faire enregistrer sa pêche par espèce) et une chambre frigorifique aménagée, en revanche non obligatoire.
Il est géré à distance par le Centre des marées de Cherbourg grâce à des caméras de télésurveillance et la balance relié par internet au Centre de criée. Une façon pour ce service de « tarer » dans les meilleures conditions l'enregistrement des captures, ainsi que de vérifier le respect des conditions réglementaires européennes relatives à la gestion des ressources, le respect de la réglementation professionnelle, la conservation des produits et leur identification.

### Projets d'aménagements

#### Étals de vente
La pesée systématique devenant une obligation, la vente directe des prises aux consommateurs reste un droit acquis avant la Révolution française. La municipalité et les pêcheurs prévoient d'installer des étals autour du Centre de débarquement.

## Marina (Port de plaisance)
Le port de plaisance se situe à l'intérieur de l'estuaire de la Gerfleur. Il dispose d'un bassin offrant un ponton d'accueil pour les bateaux en maintenance et les bateaux de services publics comme la SNSM ou la Gendarmerie maritime.
Le bassin permet de laisser les bateaux à l'eau malgré la marée basse.

### Équipements et services
On y trouve aussi les services et équipements suivants :
- eau sur ponton
- électricité à quai (220-380 V/16 A et 32 A)
- électricité sur ponton (220 V)
- sanitaires, douches, machine à laver et sèche-linge
- wi-Fi gratuit
- voirie
- slip
- shipchandlers
- pompe à résidus
- déchetterie
- distributeurs de carburants 24h/24 7j/7
- lift et grue (ascenseurs à bateaux)
- grue de démâtage

En août 2012, la société Cubisystem met à l'eau un ponton flottant de 25,16 m x 2,72 x 0,80 (double couche) avec une passerelle d'accès de 20,4 m x 1,36 m dans le bassin afin de permettre d'y amarrer des vieux gréements pour la cérémonie des 20 ans de la Neire Mâove.
Le port de plaisance dispose d'un yacht club, appelé YCBC (Yacht club de Barneville-Carteret) et dont les locaux sont situés sur le port. Celui-ci met en ligne à disposition une webcam permettant d'avoir une vue globale du bassin sur le net, de jour comme de nuit.
Il porte le label Pavillon bleu depuis 2011 pour les efforts fournis en faveur de la protection de l'environnement.

### Historique du projet d'aménagement portuaire

#### Port de plaisance à flot
Très prisée pour ses places en eau, la marina de Barneville-Carteret fait état de listes d'attente de plus de dix ans depuis le début des années 2000. Devant ce constat la mairie, les habitants, les professionnels du nautisme, du tourisme et le conseil général se penchent sur plusieurs projets d'aménagement.
En juin 2008, un projet d'urbanisation de l'estuaire de la Gerfleur (qui comprenait notamment l'extension du port de Carteret) est annulé par décision du Tribunal administratif de Caen après une action en justice menée par le juriste de l'association Manche-Nature.
Le projet prévoit d'une part, d'augmenter la capacité d’accueil du port de plaisance (tout en urbanisant ses abords et permettre d’amarrer des yachts venant des îles anglo-normandes près d'un futur casino) et d'autre part de construire une zone industrielle consacrée au nautisme sur l'estuaire même de la Gerfleur.
À la suite du jugement, le Conseil Général et la mairie font réaliser par le G.E.M.E.L, de 2009 à 2011, une étude de l'impact du projet sur la faune et la flore de l'estuaire. Lors de la publication des résultats fin 2011, les discussions sont relancées afin de faire prendre une nouvelle direction au projet.
Le lundi 26 novembre 2012, une nouvelle solution d'agrandissement du port de plaisance est présentée qui ne comprend plus l'extension vers l'estuaire de la Gerfleur et le contournement de cette dernière. À l'inverse, c'est le bassin d'échouage qui va être transformé en port en eau, avec des pontons pour 150 à 200 nouvelles places et la capitainerie déplacée afin de permettre une connexion entre l'actuel et le futur bassin. Le coût d'étude s'élève à 14 680 euros hors taxes.

#### Port à sec

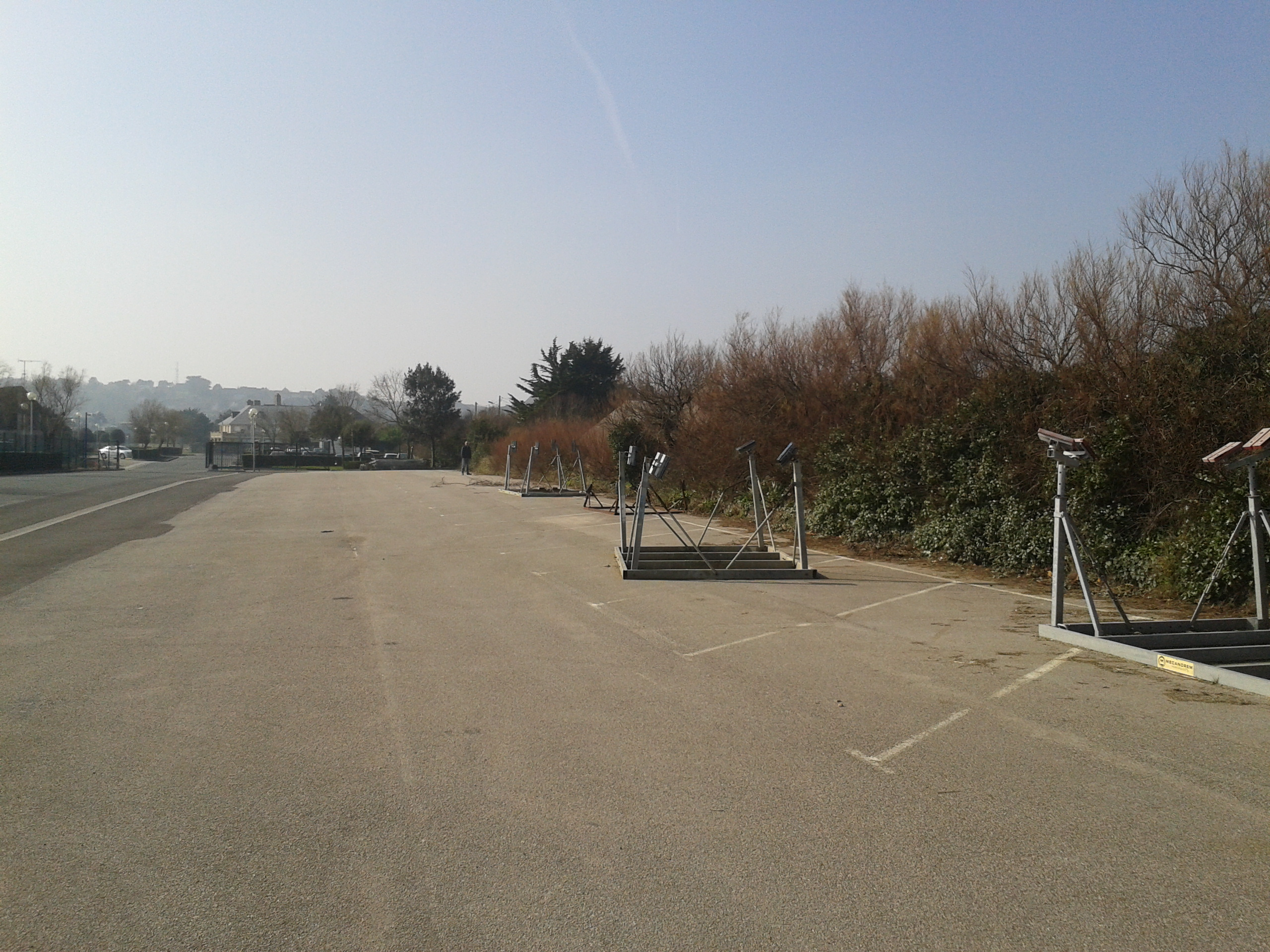
Emplacement des futurs racks du port à sec de Carteret

En parallèle, la municipalité travaille à partir de 2009 en collaboration avec deux professionnels du nautisme de la commune (les chantiers navals Carteret Marine et Côte des Isles Plaisance) sur la construction d'un Port à sec. D'autres professionnels du nautisme avaient été sollicités mais pour des raisons, entre autres éthiques, liées à l'emplacement du projet, ils ont décliné la proposition. C'est le début d'un feuilleton administratif qui dure depuis trois ans :
- 2009

Le dimanche 15 novembre, après un débat soutenu en conseil municipal sur la procédure à suivre, la municipalité annonce son projet de port à sec sur le quai d'armement du bassin à flot avec une mise en service au printemps 2010.
- 2010

En décembre, les riverains de la rue des Ormes s'organisent contre ce projet et obtiennent l'appui de l'APDCI (Association pour la protection et le développement de la Côte des Isles).
- 2011

En décembre, le Conseil portuaire de Barneville-Carteret se prononce contre le projet de port à sec.
- 2012

Le samedi 10 mars, le maire signe un permis d'aménager autorisant un port à sec sur les 9 740 m2 du quai d'armement. Symbole insolite, l'adresse du lieu des travaux s'appelle "porc à sec" (sic) sur l'arrêté.
Le mardi 29 mai débutent les travaux d'arasement de la végétation et des trottoirs. Les représentants des opposants tentent de s'opposer physiquement au déroulement du chantier. Le mercredi 18 juillet, au moyen d'une requête en référé, les opposants contestent le permis d'aménager et obtiennent du tribunal administratif la suspension du chantier jusqu'à ce qu'il soit statué définitivement.
Le lundi 20 août, considérant que les travaux restant à réaliser ne sont pas liés au permis d'aménager, le maire (Jean-Luc Boussard), annonce que le projet est enfin "sur les rails" et ne concernera que les bateaux dits de "pêche-promenade" mesurant moins de 8 m de longueur. À l'époque, il autorise l'entreprise de travaux à poursuivre le chantier qui entreprend de réaliser les travaux de construction sur le quai d'armement du chantier naval (qui borde le port) sans permis d'aménager mais pourtant il finit par se soumettre à la démarche. Peu après, les opposants (n'acceptant pas la présence du port à sec sur le quai d'armement) font procéder à un constat d'huissier.
Le jeudi 6 septembre, à la suite d'une requête en référé de la municipalité demandant l'annulation de la suspension de travaux, les élus sont déboutés par le juge qui estime qu'il existe « un doute sérieux quant à l'autorisation du permis d'aménager ». Le chantier est alors gelé.
Le lundi 26 novembre, parce que les opposants attaquent uniquement le permis d'aménager, le maire change de stratégie et convainc son conseil municipal de voter le retrait de celui-ci et l'ouverture d'une enquête publique afin de renégocier le projet avec tous les acteurs.
Le mardi 18 décembre, le tribunal administratif considère que le site retenu pour le port à sec se situe dans un espace urbanisé caractérisé par une densité significative de constructions, en raison de la proximité d'une cinquantaine de constructions le long de la rue des Ormes. Les juges estiment donc que le maire n'a ni méconnu les dispositions du Plan local d'urbanisme, ni commis d'erreur d'appréciation en délivrant le permis d'aménager contesté. Le juge rejette en bloc la requête du 29 mai de l'APDCI mais exige un permis d'aménager pour la municipalité. De fait de cette décision, le conseil municipal doit donc « annuler son annulation du permis d'aménager ».
Les travaux sont terminés en juin 2021 et le nouveau port à flot est inauguré le 5 juillet 2021

## Sports et manifestations
Le port abrite aussi une école de voile, un club d'aviron et accueille diverses manifestations, le plus souvent sportives comme :
- Le Tour des ports de la Manche
- Le Challenge de La Déroute, régate à la voile organisée chaque année au début du mois de septembre.
- Le Raid d'aviron de mer Jersey - Carteret a lieu tous les ans, le dernier samedi du mois de juillet et celui des "Culs gelés" en décembre.
- Le Défi du Daubon, course à la godille ayant lieu tous les ans dans le port de Carteret depuis les années cinquante.
- La Fête de la mer, tous les ans au mois d'août. À cette occasion, les bateaux sont fleuris et diverses associations font des démonstrations, parfois impressionnantes comme celles des sauveteurs de la SNSM, avec des chiens de race terre neuve dressés pour le sauvetage ou encore la simulation d'un hélitreuillage au large.

### Projet de pôle nautique
Début 2012, afin de promouvoir les activités nautiques et dans l'esprit du projet d'extension du port de plaisance, la Communauté de communes de la Côte des Isles annonce lors d'une réunion communautaire le  projet de construction d'un « pôle nautique » entre le port des Américains et la cale d'accès au bassin d'échouage de Carteret. Ce pôle est mis en service à l'été 2015 et accueille l'école de voile et le club d'aviron. Le jour de cette réunion, la communauté annonce que le projet est inscrit au contrat de territoire pour l'année 2013 et que son coût est estimé à 2 061 063 €.
Une nouvelle cale d'accès est créée dans le port des Américains.

## Impact écologique et sanitaire

### Odeurs pestilentielles
La fermentation d'algues dans le chenal produit une odeur particulière à marée basse. Un sondage auprès de la population limitrophe et des professionnels révèle des irritations de voies respiratoires, des maux de tête, des irritations au niveau des yeux mais aussi une incidence physique sur certains matériaux.

#### L'appel aux dons de "Carteret Bleu Marine"
Au-delà de l'incidence commerciale que l'odeur pourra avoir sur la fréquentation touristique du port, l'association Carteret Bleu marine (regroupant une quarantaine de membres commerçants et riverains) lance un appel aux dons en février 2013 afin de procéder à des mesures et analyses qualitatives et quantitatives qui permettraient de déterminer la présence ou non de substances nocives, leur degré de nocivité et leur origine. Le coût de l'opération étant de 5 840 €, somme que ne peut honorer l'association toute seule.
Le cabinet d'analyse contacté ciblerait le sulfure d'hydrogène, l'ammoniac NH3 et d'autres substances organiques.

#### Essai d'un procédé d'extraction
De son côté, la municipalité (en accord avec le conseil général de la Manche et avec aide de l'État français) mène une réflexion sur une élimination de l'odeur. Celle-ci abouti au premier test d'un procédé de retrait ayant eu lieu du 23 et le 29 mai 2013 (pour profiter d'une marée de fort coefficient) en plein cœur du chenal.
Le principe est de faire intervenir une pelle mécanique. équipée de flotteurs lui permettant de se positionner et de se déplacer sur le plan d'eau. Celle-ci prélève, à l'aide de son godet, un volume d'algues et de vases pour les jeter ensuite dans le courant formé par la vidange du havre à marée descendante. Cela doit permettre que les algues et les vases remises en suspension dans la masse d'eau soient évacuées du chenal pour être ensuite repris par le courant de jusant orienté vers le Nord.
Il s'agit là d'une expérimentation, menée avec la société Bidaud Environnement mais le résultat n'est pas garanti. La municipalité tient à s'assurer que les algues et les vases soient bien évacuées du chenal et ne vont pas reconstituer un nouveau dépôt autre part dans le port ou à proximité. Il s'agit aussi de définir à quel moment de la marée, la pelle peut commencer son action et à quel moment elle doit la cesser, ainsi que les quantités maximales qui peuvent être évacuées selon le coefficient de la marée.
Le 24 mai 2013, dans une interview au journal Ouest-France, le maire Jean-Luc Boussard assure aux riverains qu'avec l'aide du conseil général et de l'État, il poursuivra ses efforts pour venir enfin à bout de cette nuisance.